# Dzikie Pola

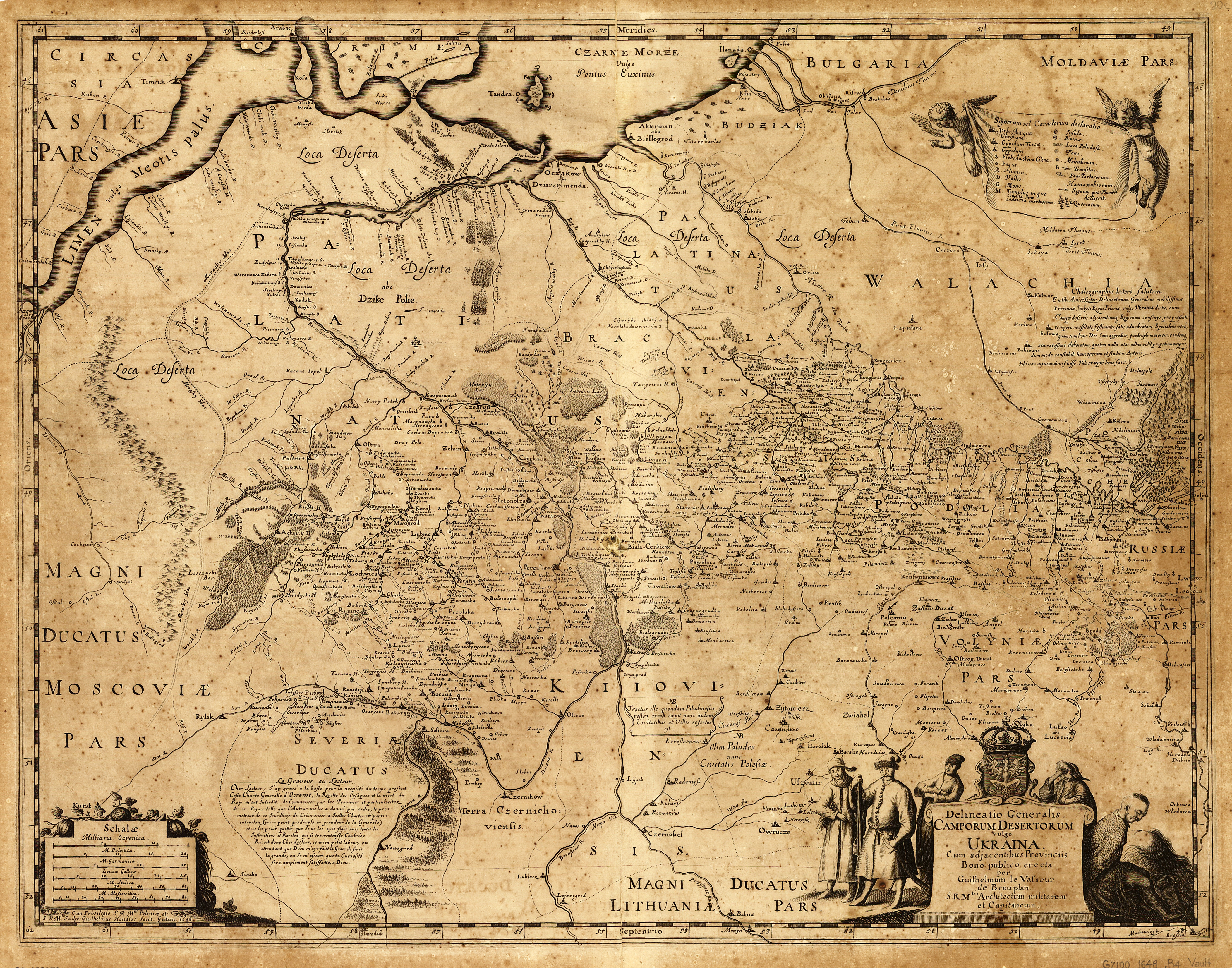
Dzikie Pola oraz ziemie ruskie I Rzeczypospolitej na mapie Beauplana z 1648

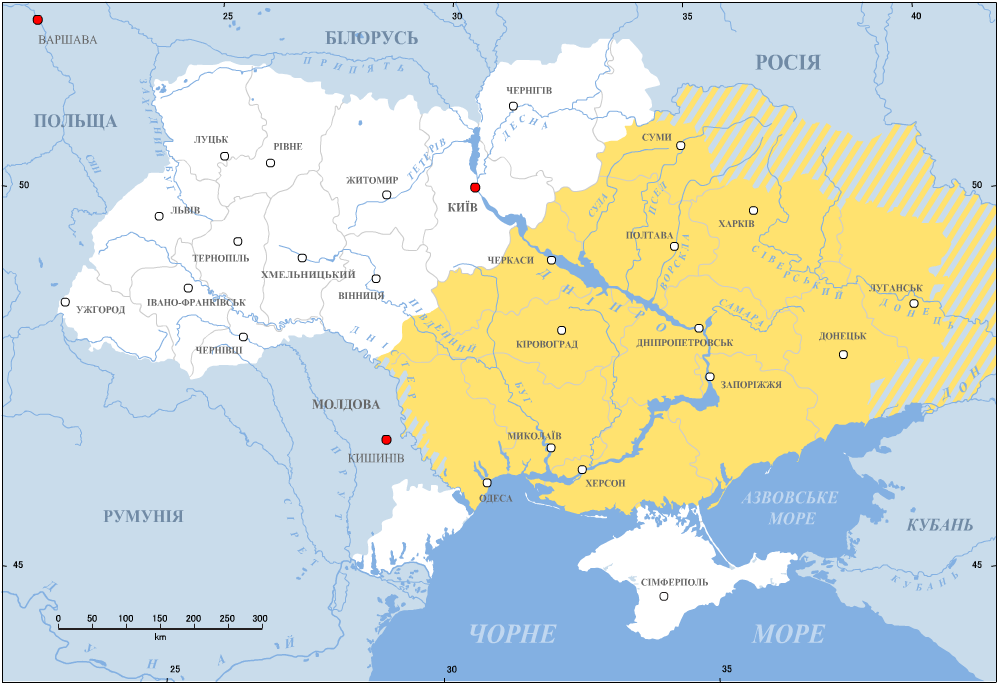
Przybliżona lokalizacja Dzikich Pól na mapie współczesnej Ukrainy

Dzikie Pola (łac. Loca Deserta, ros. Дикое поле; ukr. Дике Поле) – historyczna nazwa Zaporoża.
Była to kraina historyczna w okresie od XV do XVIII wieku położona nad dolnym Dnieprem, na południe od zamku Kudak, poniżej tzw. porohów, w ówczesnym województwie kijowskim, na wschód od rzeki Dniestr. Granice Dzikich Pól na wschodzie i południu wyznaczały rzeka Don i wybrzeża Morza Czarnego z zamkiem Oczaków.
W chwili unii Litwy z Polską (1569) Ruś ukrainna przedstawiała step, pozbawiony ludności osiadłej, rolniczej. Były to obszary, o których posiadaniu zdecydować miało zaludnienie ich i zagospodarowanie. Starostowie zamków królewskich – Kijowa, Białej Cerkwi, Kaniowa, Czerkas itd. przyjmowali włóczęgów różnego pochodzenia zarówno chłopów, jak i szlachtę, osadzali ich w stepach i używali do walki z najazdami tatarskimi.
Późniejsi osadnicy padali ofiarą najazdów wielu wojsk, których szlak wypadał tą drogą. Swą zwyczajową nazwę zawdzięczają licznym uchodźcom, którzy ciągnęli tu zarówno z zaludnionych ziem Rzeczypospolitej i Carstwa Rosyjskiego, innych regionów i państw. Było wśród nich wielu chłopów zbiegających przed zaostrzaniem pańszczyzny i innych obciążeń na rzecz szlacheckich właścicieli ziemskich, oraz ludzi niewolnych, uciekających przed prześladowaniami, a także pospolitych przestępców. Powodem, dla którego tu przybywali, był praktyczny brak jakiejkolwiek władzy i kontroli na terenie Dzikich Pól. Z nich to właśnie wykształciła się Kozaczyzna.
Na Dzikich Polach rozgrywa się większość akcji powieści Henryka Sienkiewicza Ogniem i mieczem.